# Adalberto
Adalberto es un nombre propio masculino de origen germánico en su variante en español. Deriva del antiguo alemán, compuesto de adal (noble) y behrt (brillo, resplandor), que significa "el que brilla por su nobleza", "ilustre por su nobleza".
San Adalberto de Praga fue obispo de Praga en el siglo X y murió martirizado cuando trataba de convertir al cristianismo a las tribus bálticas de Prusia. Es el santo patrón de Bohemia, Polonia, Hungría y Prusia.

## Etimología
De origen alemán, significa Que brilla noblemente - El de noble estirpe.

## Santoral
23 de abril: San Adalberto de Praga

## Variantes
- Femenino: Adalberta

### Variantes en otros idiomas
| Variantes en otras lenguas | Variantes en otras lenguas |
| -------------------------- | -------------------------- |
| Español                    | Adalberto                  |
| Alemán                     | Adalbert, Adalbrecht       |
| Catalán                    | Adalbert                   |
| Checo                      | Vojtěch                    |
| Corso                      | Adalbertu                  |
| Danés                      | Adalbert                   |
| Eslovaco                   | Vojtech                    |
| Esloveno                   | Adalbert                   |
| Esperanto                  | Adalberto                  |
| Euskera                    | Adalberta                  |
| Finlandés                  | Adalbert                   |
| Francés                    | Adalbert                   |
| Gallego                    | Adalberto                  |
| Húngaro                    | Adalbert, Béla             |
| Inglés                     | Adalbert                   |
| Islandés                   | Aðalbert                   |
| Italiano                   | Adalberto                  |
| Latín                      | Adalbertus                 |
| Letón                      | Adalberts                  |
| Lituano                    | Adalbertas                 |
| Neerlandés                 | Adalbert                   |
| Noruego                    | Adalbert                   |
| Polaco                     | Wojciech                   |
| Portugués                  | Adalberto                  |
| Rumano                     | Adalbert                   |
| Ruso                       | Адальберт (Adal'bert)      |
| Sueco                      | Adalbert                   |